# Kang Cho-hyun
Kang Cho-hyun (n. 23 octombrie 1982, Daejeon, Coreea de Sud) este o trăgătoare de tir ce a reprezentat Coreea de Sud, medaliată olimpică. A participat la o ediție a Jocurilor Olimpice (2000) în care a câștigat o medalie de argint.

## Participări
Lista de mai jos prezintă principalele competiții la care a participat Kang Cho-hyun de-a lungul carierei.
- shooting at the 2000 Summer Olympics – women's 10 metre air rifle[*]